# Bow Wow Wow
Bow Wow Wow is een Britse popband die begin jaren '80 erg populair was in het Verenigd Koninkrijk. Boegbeeld van de groep was Annabella Lwin (pseudoniem van Myant-Myant Aye Dunn-Lwin), ook simpelweg Lwin genoemd. Zij werd door Malcolm McLaren ontdekt in een stomerij toen ze amper 14 jaar oud was.
Hun debuutsingle was C30 C60 C90 go!, een ode aan het cassettebandje; de single werd dan ook uitsluitend op zo'n cassettebandje uitgebracht. Ze brachten nog ander materiaal op cassette uit, waaronder Louis Quatorze. De debuut-lp had de opvallende titel See Jungle! See Jungle! Go Join Your Gang Yeah! City All Over, Go Ape Crazy en kwam rond 1981 uit.
De muziekstijl bestond uit veelvuldig gebruik van drums en een hoog tempo, net als de band Adam and the Ants, die in dezelfde tijd ook erg populair was en al eerder onder de hoede van McLaren was gekomen (en inmiddels met hem had gebroken, waarna een deel van de groep de basis vormde van Bow Wow Wow).
Annabella kreeg enorm veel publiciteit toen ze op een lp-hoes werd afgebeeld als de naakte vrouw op het schilderij Déjeuner sur l'Herbe van Édouard Manet. Verschillende Britse platenverkopers weigerden daarom deze plaat te verkopen. De ophef zorgde ervoor dat de lp hoge verkoopcijfers haalde. Voordien hadden ze al voor opschudding gezorgd met hun nummer Sexy Eiffel Tower (eveneens uitgebracht op cassette).
Ze hadden een grote hit met I want Candy (met de bekende Bo Diddley-riff), van de tweede lp Last of the Mohicans. In 1983 scoorden ze ook in Nederland hits met de nummers The Man Mountain (Alarmschijf) en Do you wanna hold me, die veel gedraaid werden op Hilversum 3 en die noteringen in de top 10 behaalden in wat destijds de drie hitlijsten op de nationale publieke popzender waren: de Nederlandse Top 40, de Nationale Hitparade en de TROS Top 50.
In België werd met beide hits noteringen behaald in zowel de voorloper van de Vlaamse Ultratop 50 als de Vlaamse Radio 2 Top 30.
Rond 1986 maakte Annabella enkele solonummers. In 1995 stierf gitarist Matthew Ashman aan diabetes.
Eind jaren '90 kwam de band weer bijeen voor reünieconcerten in onder andere thuisland het Verenigd Koninkrijk en de Verenigde Staten.